# Adena Mound
De Adena Mound, de typesite van de Adenacultuur van prehistorische Mound Builders, is een geregistreerde historische structuur, op het land van de Adena Mansion waar het naar vernoemd is, bij Chillicothe, Ohio, in de Verenigde Staten. Het werd op 5 juni 1975 opgenomen in het National Register of Historic Places.